# Rajah Buayan
Rajah Buayan is een gemeente in de Filipijnse provincie Maguindanao op het eiland Mindanao. Bij de laatste census in 2007 had de gemeente bijna 25 duizend inwoners.

## Geografie

### Bestuurlijke indeling
Rajah Buayan is onderverdeeld in de volgende 11 barangays:
| - Baital - Bakat - Dapantis - Gaunan - Malibpolok - Mileb | - Panadtaban - Pidsandawan - Sampao - Sapakan - Tabungao |